# 狭鳕属
狹鱈屬为Theragra Pallas, 1814的中文名，属下仅一种，黃線狹鱈。黃線狹鱈已按照分子证据，移动到鳕属，此属目前留空。
所谓“狹鱈”（英語：pollock）指的是鱈科青鱈屬（Pollachius）的鱼类，和本属无关。